# III Biennale di Monza
La III Biennale di Monza - Terza Mostra Internazionale delle Arti Decorative dedicata a "Il Novecento e il Neoclassicismo nella decorazione e nell'arredamento" - La semplificazione formale ebbe luogo a cura dell'ISIA di Monza fra il 31 maggio e il 16 ottobre 1927.
L'esposizione, dedicata alle arti decorative, era suddivisa in cinque sezioni.
Due sezioni erano distinte in base alla provenienza territoriale dei partecipanti: la prima per gli ospiti nazionali ospitò dieci regioni italiane  (Abruzzo, Calabria, Emilia-Romagna, Friuli, Lazio, Liguria, Piemonte, Toscana, Umbria, Sicilia); la seconda, internazionale, ospitava espositori di otto nazioni (Svizzera, Danimarca, Svezia, URSS, Germania, Francia, Spagna, Ungheria).
Una sezione era dedicata alla grafica ed all'editoria, una alle arti decorative e all'artigianato ed un'altra all'arredamento.
Un'apposita area espositiva era riservata agli artisti futuristi, organizzata da Azari su incarico di Depero.
Una sezione era dedicata alla fotografia artistica con opere in bromuro, resinotipia e pigmento anche di Ernesto Graziadei, Julius Aschauer e J.M. Whitehaed.
Fra i partecipanti vi furono Felice Casorati, Francesco Nonni, Alberto Sartoris,  Giuseppe Terragni, Guido Andloviz.